# Hexabranchus
Hexabranchus is een geslacht dat behoort tot de familie van de Hexabranchidae. Het geslacht bestaat uit 2 soorten.

## Soorten
- Hexabranchus morsomus Ev. Marcus & Er. Marcus, 2002
- Hexabranchus sanguineus (Ruppell & Leuckart, 1828)